# Parlatoria mesuae
Parlatoria mesuae är en insektsart som beskrevs av Rutherford 1914. Parlatoria mesuae ingår i släktet Parlatoria och familjen pansarsköldlöss.
Artens utbredningsområde är Sri Lanka. Inga underarter finns listade i Catalogue of Life.